# Невєдров Валерій Миколайович
Вале́рій Микола́йович Невє́дров — радянський та український актор, театральний режисер. Народний артист України (2001).

## Життєпис
Народ. 29 грудня 1946 р. у м. Дружківка Донецької обл. Закінчив Дніпропетровське театральне училище (1967), Державний інститут театрального мистецтва ім. А. В. Луначарського (1975) та режисерський факультет Київського державного інституту театрального мистецтва ім. І. Карпенка-Карого (1995).
Працював у театрах Сум, Запоріжжя, Києва.
Знімався у фільмах: «Єралашний рейс» (1977), «Народний Малахій» (1991), «Київські прохачі» (1992), «Гра всерйоз» (1992), «Сад Гетсиманський» (1993), «Тигролови» (1994), «Прощання з Каїром» (2002), «Повернення Мухтара-2» (2005), «Богдан-Зиновій Хмельницький» (2006), «Нюхач» (2013), «Свати 6» (2013), «Друге дихання» (2016), «Лікар Віра» (2020) та ін.
Член Національної спілки театральних діячів України.

## Окремі спектаклі
Валерій Невєдров — режисер-постановник театральної вистави, музичного монологу-притчі на одну дію «Я — Квітка» на вірші Тетяни Череп-Пероганич. У виставі змальована драматична історія співачки Квітки Цісик. Прем'єра вистави відбулася в жовтні 2017. Роль Квітки Цісик зіграла Вікторія Васалатій.